# 奧爾恰鄉
46°41′N 21°59′E / 46.683°N 21.983°E
奧爾恰鄉（羅馬尼亞語：Comuna Olcea, Bihor），是羅馬尼亞的鄉份，位於該國西北部，由比霍爾縣負責管轄，面積86平方公里，海拔高度165米，2007年人口2,889，人口密度每平方公里34人。